# Louis-René-Édouard de Rohan-Guéménée
Louis-René-Édouard de Rohan-Guéménée (Parigi, 25 settembre 1734 – Ettenheim, 16 febbraio 1803) è stato un cardinale, vescovo cattolico e diplomatico francese.
Era figlio di Ercole Mériadec di Rohan-Guéméné e di Luisa di Rohan-Rohan, e quindi membro del potente casato di Rohan.

## Biografia

### Infanzia
Louis-René-Édouard de Rohan-Guéménée nacque il 25 settembre 1734 a Parigi, figlio terzogenito di Hercule Mériadec de Rohan, principe di Guéméné, e di Louise Gabrielle Julie de Rohan. Era pronipote del cardinale Armand I de Rohan-Soubise, vescovo di Strasburgo, nonché nipote dei cardinali Armand II de Rohan-Soubise e di Louis-César-Constantin de Rohan-Guémené-Montbazon, entrambi vescovi di Strasburgo. Era anche un lontano cugino del principe di Guéméné e del marchese de Launay, l'ultimo governatore reale della Bastiglia responsabile per la sua detenzione dal 1785 al 1786.

### Carriera ecclesiastica

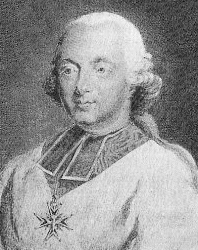
Louis-René-Édouard con gli abiti ecclesiastici

Destinato dalla famiglia sin dalla giovinezza allo stato ecclesiastico, dal 20 aprile 1743 divenne canonico della cattedrale di Strasburgo, iniziando poco dopo la frequentazione del Collège du Plessis di Parigi e poi il seminario di Saint-Magloire, ove ottenne la licenza in utroque iure.

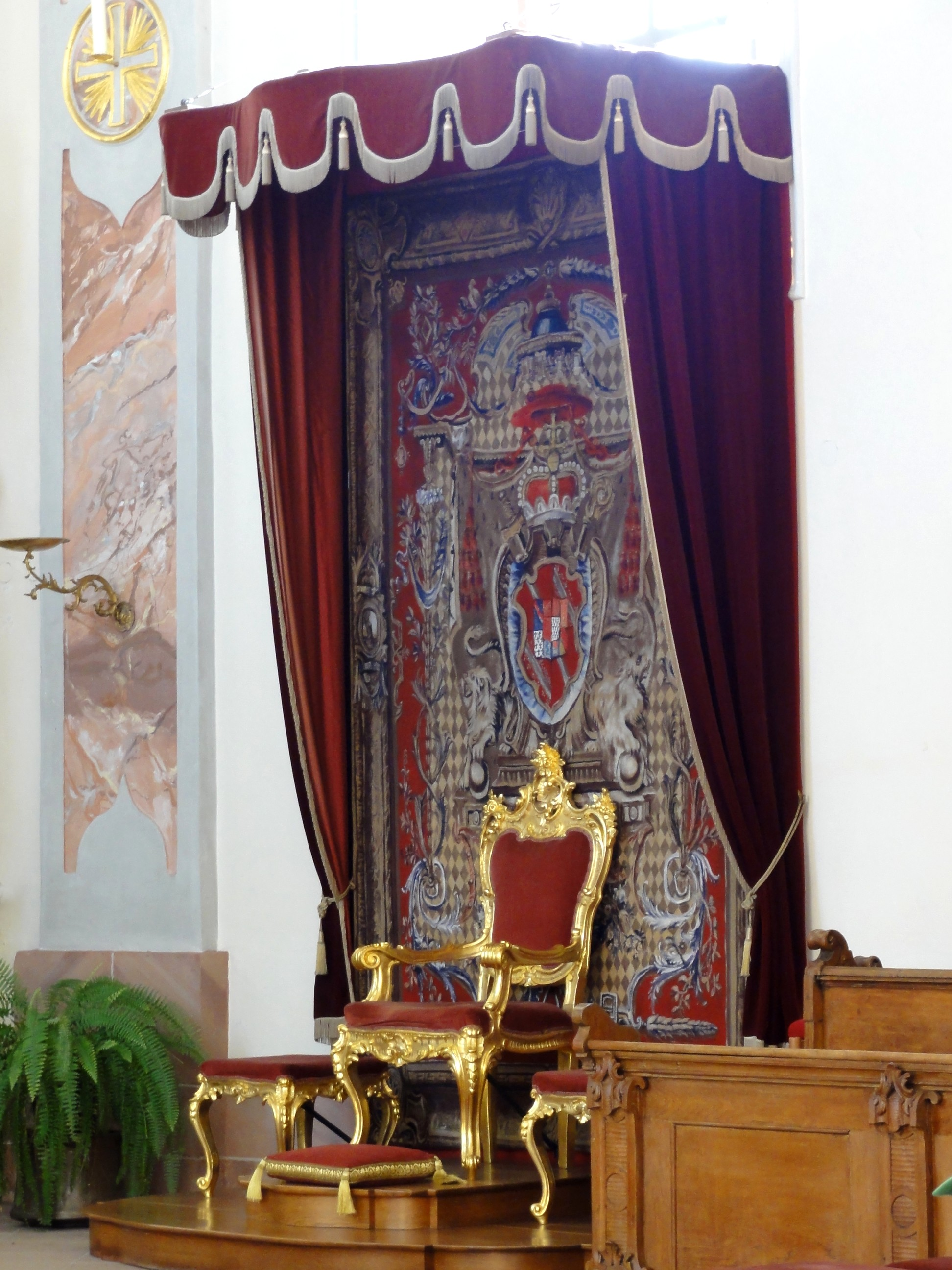
Sedia a baldacchino del Principe Vescovo di Strasburgo Louis-René-Édouard de Rohan-Guéménée

Ordinato sacerdote, ottenne una dispensa non avendo ancora l'età per essere eletto vescovo coadiutore di Strasburgo (aveva cinque anni di meno) il 22 giugno 1759. Preconizzato vescovo titolare di Canopo e nominato coadiutore con diritto di successione dal 24 marzo 1760, ottenne la consacrazione episcopale il 18 maggio di quell'anno nella cattedrale di Parigi ad opera di Christophe de Beaumont, arcivescovo di Parigi, assistito da Jean-Georges Le Franc de Pompignan, vescovo di Le Puy, e da Gilbert de May de Termont, vescovo di Blois. Membro dell'Académie française dal 27 aprile 1761, fu ambasciatore francese presso la corte austriaca a Vienna, dal 1771 al 1774. Mentre ricopriva questo incarico, a causa dei suoi comportamenti e delle sue maldicenze nei confronti dell'imperatrice Maria Teresa, si inimicò la figlia di questa e regina di Francia, Maria Antonietta. Era, inoltre, vicino all'ultima favorita di Luigi XV, la potentissima contessa du Barry, tanto da poter essere considerato uno dei membri di punta del partito dei "barristes".
Papa Pio VI lo elevò al rango di cardinale nel concistoro del 1º giugno 1778, ma non gli fu mai assegnato un titolo cardinalizio né imposta la berretta rossa, ed ottenne il titolo di grande elemosiniere di Francia. Per la sua nomina a cardinale ottenne la necessaria dispensa, poiché aveva uno zio nel Sacro Collegio dei Cardinali.
Nel 1778 come abate dell'abbazia di San Vedasto di Arras ricostruì la chiesa abbaziale che, in seguito alla distruzione della vecchia cattedrale, divenne a inizio Ottocento l'attuale cattedrale di Arras.

### Affare della collana
Fu una delle vittime, insieme alla regina Maria Antonietta dell'affare della collana, in seguito al quale si vide togliere tutte le sue cariche ed esiliare a La Chaise-Dieu, nell'omonima abbazia, della quale dal 1756 era divenuto abate commendatario.
Il 13 febbraio 1786 anche papa Pio VI prese provvedimenti: il cardinale fu sospeso, privato della «voce» attiva e passiva e di tutti gli onori. Entro il termine di sei mesi fissato dal papa, il cardinale Rohan si presentò a Roma, dove fu reintegrato nella carica il 18 dicembre 1786.
Nel 1790, i rivoluzionari s'impadronirono dell'abbazia, ne distrussero la parte conventuale cacciando via i monaci rimasti: fu quindi l'ultimo degli abati di quest'abbazia. Radunatosi a corte, tornò nella sua diocesi e lì stabilì intrighi controrivoluzionari con l'impero e gli emigrati dell'esercito di Condé.

### Ultimi anni e morte

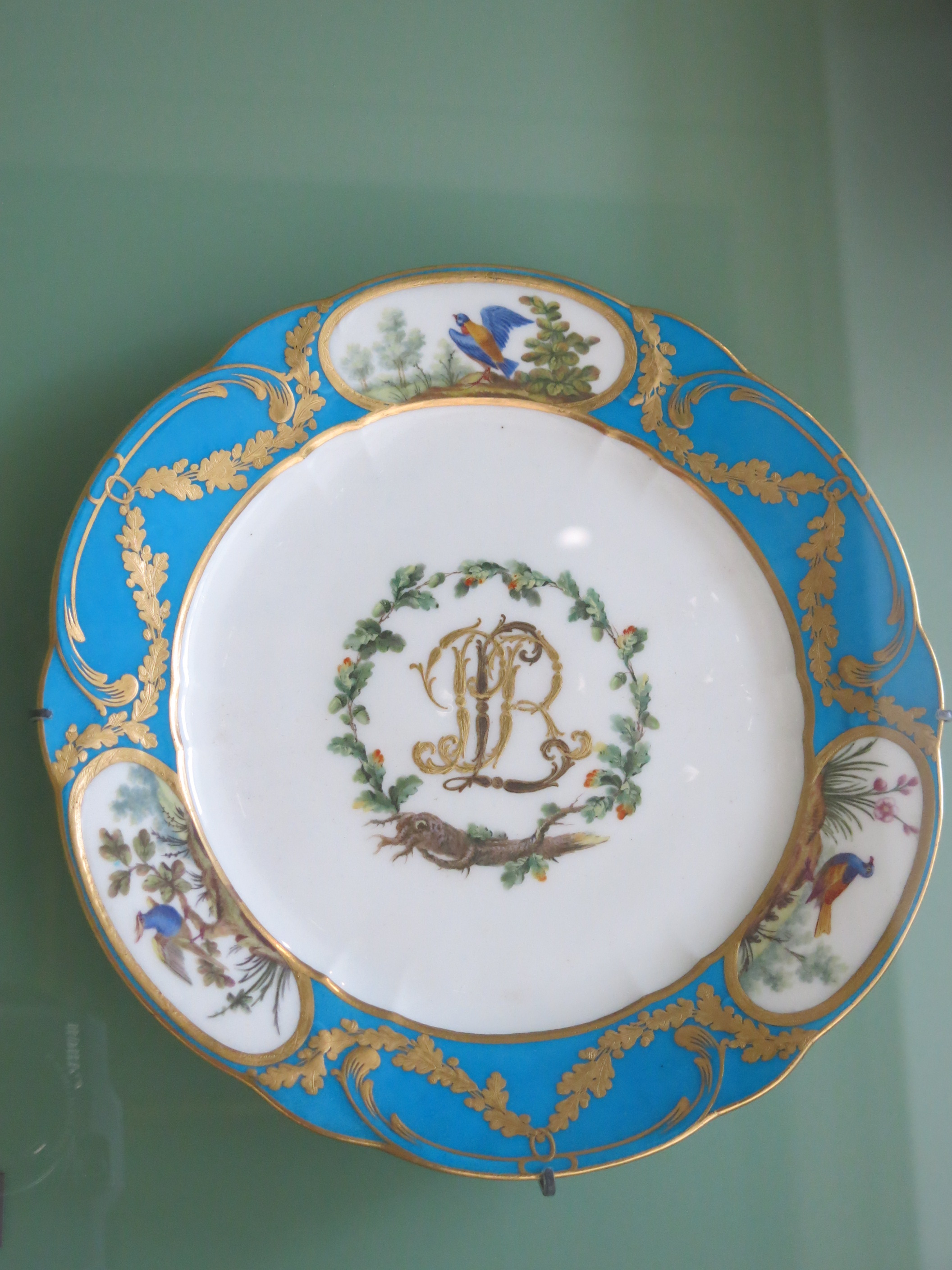
Piatto del servizio del cardinal Louis-René-Édouard

Nel 1779, inoltre, succedette alla sede episcopale di Strasburgo. Fu eletto, suo malgrado, agli Stati generali nel distretto di Haguereau-Wissembourg. Fedele all'ancien régime e quindi contrario alla rivoluzione, si oppose vivamente alla costituzione civile del clero promulgata dalla rivoluzione e l'abolizione della monarchia. Ritiratosi dunque in esilio ad Ettenheim, nell'area germanica della sua diocesi (e parte del principato vescovile di Strasburgo), si schierò con l'emigrazione, radunando truppe per l'esercito di Condé, suo cugino. Non prese parte al conclave del 1799-1800 che elesse Pio VII. Per facilitare i rapporti ancora molto tesi tra Francia e Stato della Chiesa, nel 1801 si dimise dalla propria carica di vescovo di Strasburgo il 29 novembre di quell'anno mantenendo la sua giurisdizione sulla parte tedesca della diocesi e del principato.
Fu membro della Massoneria di "rito egizio", fondata da Cagliostro nel 1784 a Bordeaux.

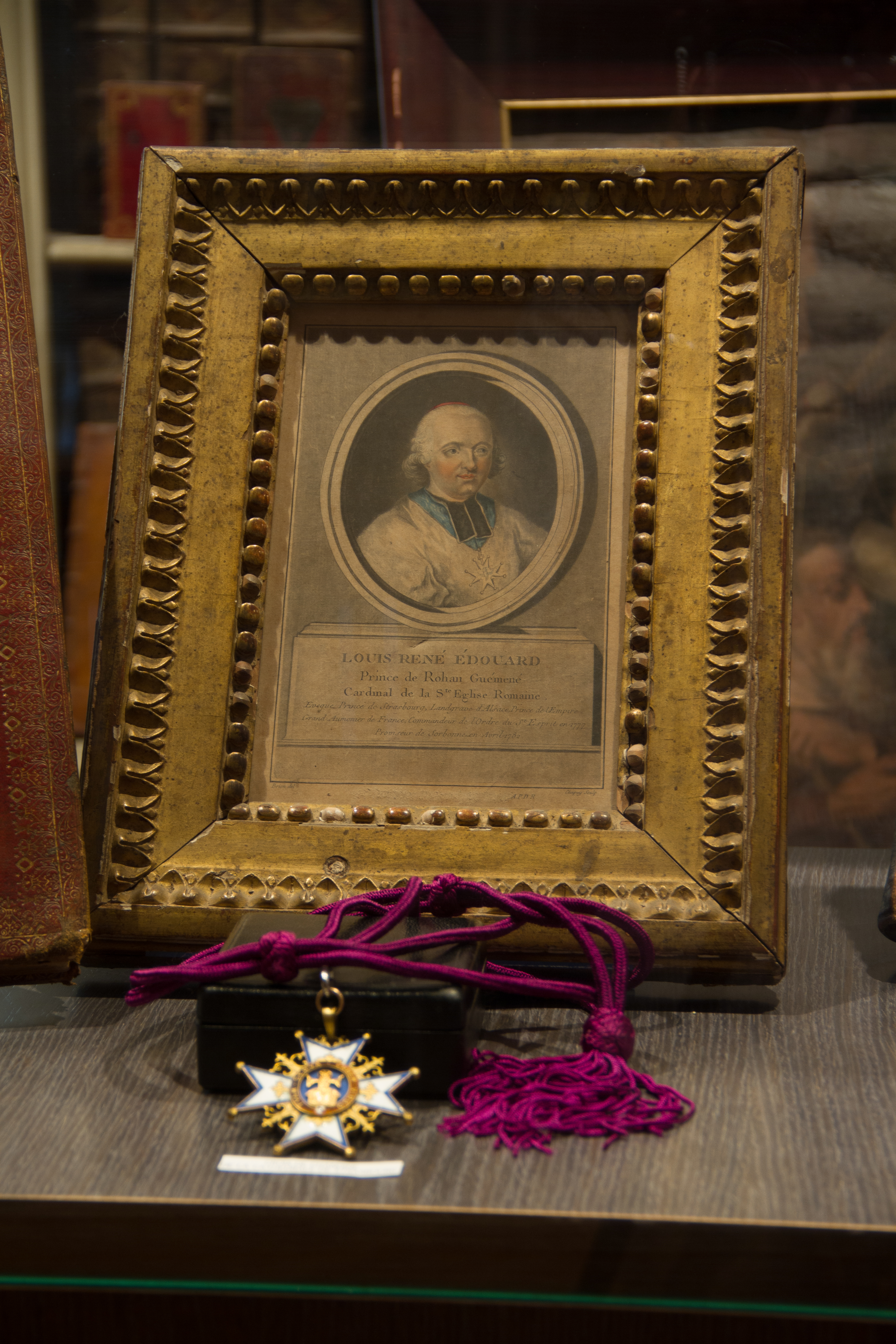
Un'immagine del Cardinale de Rohan nella Biblioteca del Gran Seminario di Strasburgo

Morì ad Ettenheim il 16 febbraio 1803 e la sua salma venne esposta e sepolta poi nella chiesa di San Bartolomeo di Ettenheim. Lasciò tutti i suoi beni in eredità alla nipote Carlotta di Rohan-Rochefort.
Con il Reichsdeputationshauptschluss, deciso pochi giorni dopo la sua morte, il suo principato vescovile fu secolarizzato e passò all'Elettorato di Baden.

## Genealogia episcopale e successione apostolica
La genealogia episcopale è:
- Cardinale Guillaume d'Estouteville, O.S.B.Clun.
- Papa Sisto IV
- Papa Giulio II
- Cardinale Raffaele Sansone Riario
- Papa Leone X
- Papa Paolo III
- Cardinale Francesco Pisani
- Cardinale Alfonso Gesualdo di Conza
- Papa Clemente VIII
- Cardinale Pietro Aldobrandini
- Cardinale Laudivio Zacchia
- Cardinale Antonio Barberini, O.F.M.Cap.
- Cardinale Nicolò Guidi di Bagno
- Arcivescovo François de Harlay de Champvallon
- Cardinale Louis-Antoine de Noailles
- Vescovo Jean-François Salgues de Valderies de Lescure
- Arcivescovo Louis-Jacques Chapt de Rastignac
- Arcivescovo Christophe de Beaumont du Repaire
- Cardinale Louis-René-Édouard de Rohan-Guéménée

La successione apostolica è:
- Arcivescovo Ferdinand-Maximilien-Mériadec de Rohan-Guéménée (1770)

## Ascendenza
|                                         |                       |                                       | Genitori                             |  |  | Nonni |  |  | Bisnonni                       |  |  | Trisnonni                       |  |
|                                         |                       |                                       |                                      |  |  |       |  |  | 8. Charles II de Rohan-Guéméné |  |  | 16. Louis VIII de Rohan-Guéméné |  |
|                                         |                       |                                       |                                      |  |  |       |  |  | 8. Charles II de Rohan-Guéméné |  |  | 16. Louis VIII de Rohan-Guéméné |  |
|                                         |                       | 17. Anne de Rohan-Guéméné             |                                      |  |  |       |  |  | 8. Charles II de Rohan-Guéméné |  |  |                                 |  |
| 4. Charles III de Rohan-Guéméné         |                       |                                       |                                      |  |  |       |  |  | 8. Charles II de Rohan-Guéméné |  |  |                                 |  |
|                                         |                       | 9. Jeanne Armande de Schomberg        | 18. Henri de Schomberg               |  |  |       |  |  |                                |  |  |                                 |  |
|                                         |                       | 9. Jeanne Armande de Schomberg        | 18. Henri de Schomberg               |  |  |       |  |  |                                |  |  |                                 |  |
|                                         |                       | 9. Jeanne Armande de Schomberg        | 19. Anne de La Guiche                |  |  |       |  |  |                                |  |  |                                 |  |
| 2. Hercule Mériadec de Rohan-Guéméné    |                       | 9. Jeanne Armande de Schomberg        |                                      |  |  |       |  |  |                                |  |  |                                 |  |
|                                         |                       | 10. Charles de Cochefilet             | 20. André de Cochefilet              |  |  |       |  |  |                                |  |  |                                 |  |
|                                         |                       | 10. Charles de Cochefilet             | 20. André de Cochefilet              |  |  |       |  |  |                                |  |  |                                 |  |
|                                         |                       | 10. Charles de Cochefilet             | 21. Élisabeth de L'Aubespine         |  |  |       |  |  |                                |  |  |                                 |  |
| 5. Charlotte Élisabeth de Cochefilet    |                       | 10. Charles de Cochefilet             |                                      |  |  |       |  |  |                                |  |  |                                 |  |
|                                         |                       | 11. Françoise Angélique Aubéry        | 22. Robert Aubéry                    |  |  |       |  |  |                                |  |  |                                 |  |
|                                         |                       | 11. Françoise Angélique Aubéry        | 22. Robert Aubéry                    |  |  |       |  |  |                                |  |  |                                 |  |
|                                         |                       | 11. Françoise Angélique Aubéry        | 23. Claude de Prestreval             |  |  |       |  |  |                                |  |  |                                 |  |
| 1. Louis-René-Édouard de Rohan-Guéménée |                       | 11. Françoise Angélique Aubéry        |                                      |  |  |       |  |  |                                |  |  |                                 |  |
|                                         | 12. François de Rohan | 24. Hercule de Rohan                  |                                      |  |  |       |  |  |                                |  |  |                                 |  |
|                                         | 12. François de Rohan | 24. Hercule de Rohan                  |                                      |  |  |       |  |  |                                |  |  |                                 |  |
|                                         | 12. François de Rohan | 25. Marie de Bretagne d'Avaugour      |                                      |  |  |       |  |  |                                |  |  |                                 |  |
| 6. Hercule Mériadec de Rohan-Soubise    | 12. François de Rohan |                                       |                                      |  |  |       |  |  |                                |  |  |                                 |  |
|                                         |                       | 13. Anne de Rohan-Chabot              | 26. Henri Chabot                     |  |  |       |  |  |                                |  |  |                                 |  |
|                                         |                       | 13. Anne de Rohan-Chabot              | 26. Henri Chabot                     |  |  |       |  |  |                                |  |  |                                 |  |
|                                         |                       | 13. Anne de Rohan-Chabot              | 27. Marguerite de Rohan              |  |  |       |  |  |                                |  |  |                                 |  |
| 3. Louise de Rohan-Soubise              |                       | 13. Anne de Rohan-Chabot              |                                      |  |  |       |  |  |                                |  |  |                                 |  |
|                                         |                       | 14. Louis Charles de Lévis            | 28. Charles de Lévis                 |  |  |       |  |  |                                |  |  |                                 |  |
|                                         |                       | 14. Louis Charles de Lévis            | 28. Charles de Lévis                 |  |  |       |  |  |                                |  |  |                                 |  |
|                                         |                       | 14. Louis Charles de Lévis            | 29. Marie de La Guiche               |  |  |       |  |  |                                |  |  |                                 |  |
| 7. Anne Geneviève de Lévis              |                       | 14. Louis Charles de Lévis            |                                      |  |  |       |  |  |                                |  |  |                                 |  |
|                                         |                       | 15. Charlotte de La Mothe Houdancourt | 30. Philippe de La Mothe Houdancourt |  |  |       |  |  |                                |  |  |                                 |  |
|                                         |                       | 15. Charlotte de La Mothe Houdancourt | 30. Philippe de La Mothe Houdancourt |  |  |       |  |  |                                |  |  |                                 |  |
|                                         |                       | 15. Charlotte de La Mothe Houdancourt | 31. Louise de Prie                   |  |  |       |  |  |                                |  |  |                                 |  |
|                                         |                       | 15. Charlotte de La Mothe Houdancourt |                                      |  |  |       |  |  |                                |  |  |                                 |  |

## Stemma
| Image | Stemma |
| ----- | --- |
| \| \| | Louis-René-Édouard de Rohan-Guéménée Principe del Sacro Romano Impero, Cardinale, Grand'Elemosiniere di Francia, Commendatore dell'Ordine dello Spirito Santo Di rosso a nove losanghe d'oro, poste 3, 3, 3. Lo scudo, accollato a una croce astile patriarcale d'oro, posta in palo, è timbrato da un cappello con cordoni e nappe di rosso. Le nappe, in numero di trenta, sono disposte quindici per parte, in cinque ordini di 1, 2, 3, 4, 5. Dietro allo scudo sono presenti le insegne da principe del Sacro Romano Impero |
|       | |